# Distretto di Olt
Il distretto di Olt (in romeno Județul Olt) è uno dei 41 distretti della Romania, ubicato parte nella regione storica dell'Oltenia e parte in quello della Muntenia. Le due parti del distretto sono divise dal corso del fiume Olt.

## Centri principali
| Comuni                  | Abitanti |
| ----------------------- | -------- |
| Slatina                 | 78.570   |
| Caracal                 | 35.577   |
| Balș                    | 21.545   |
| Corabia                 | 20.052   |
| Scornicești             | 12.593   |
| Drăgănești-Olt          | 12.410   |
| Piatra-Olt              | 6.145    |
| Potcoava                | 5.970    |
| Osica de Sus            | 5.220    |
| Dati del 1º luglio 2007 |          |

## Struttura del distretto
Il distretto è composto da 2 municipi, 6 città e 104 comuni.

### Municipi
- Slatina
- Caracal

### Città
- Balș
- Corabia
- Drăgănești-Olt
- Piatra-Olt
- Potcoava
- Scornicești

### Comuni
- Baldovinești
- Băbiciu
- Bălteni
- Bărăști
- Bârza
- Bobicești
- Brastavățu
- Brâncoveni
- Brebeni
- Bucinișu
- Călui
- Cârlogani
- Cezieni
- Cilieni
- Colonești
- Corbu
- Coteana
- Crâmpoia
- Cungrea
- Curtișoara
- Dăneasa

- Deveselu
- Dobrețu
- Dobrosloveni
- Dobroteasa
- Dobrun
- Drăghiceni
- Făgețelu
- Fălcoiu
- Fărcașele
- Găneasa
- Găvănești
- Gârcov
- Ghimpețeni
- Giuvărăști
- Gostavățu
- Grădinari
- Grădinile
- Grojdibodu
- Gura Padinii
- Ianca
- Iancu Jianu

- Icoana
- Ipotești
- Izbiceni
- Izvoarele
- Leleasca
- Mărunței
- Mihaești
- Milcov
- Morunglav
- Movileni
- Nicolae Titulescu
- Obârșia
- Oboga
- Oporelu
- Optași-Măgura
- Orlea
- Osica de Jos
- Osica de Sus
- Pârșcoveni
- Perieți
- Pleșoiu

- Poboru
- Priseaca
- Radomirești
- Redea
- Rotunda
- Rusănești
- Sâmburești
- Sârbii-Măgura
- Scărișoara
- Schitu
- Seaca
- Slătioara
- Spineni
- Sprâncenata
- Stoenești
- Stoicănești
- Strejești
- Studina
- Șerbănești
- Șopârlița
- Ștefan cel Mare

- Tătulești
- Teslui
- Tia Mare
- Topana
- Traian
- Tufeni
- Urzica
- Valea Mare
- Vădastra
- Vădăstrița
- Văleni
- Vâlcele
- Verguleasa
- Vișina
- Vișina Nouă
- Vitomirești
- Vlădila
- Voineasa
- Vulpeni
- Vulturești